# Sant Sadurní de Betren
L' església de Sant Sadurní o Sant Sernilh de Betren, és un edifici religiós d'origen romànic, situat a l'entitat de població de Betren, del municipi de Vielha e Mijaran (Vall d'Aran). Està dedicada a Sant Serni, bisbe de Tolosa qui cristianitzà l'alta Garona, i forma part de l'Inventari del Patrimoni Arquitectònic de Catalunya.

## Descripció
L'església està formada per dues naus adossades, en runes. Una de romànica, es troba al sud i té planta rectangular, molt allargada i dividida en cinc trams desiguals separats per semicolumnes, amb murs de poc gruix, que fan suposar que l'antiga coberta seria de fusta. Estava il·luminada per quatre finestres de doble esqueixada. En el segle xvi degut al seu mal estat, es procedí a restaurar-la: als seus peus s'afegí un campanar quadrat de quatre pisos i s'edificà l'altra nau, al costat septentrional, també de planta rectangular, una mica més ampla que la romànica i igual de llarga, però sense absis i a un nivell més baix que l'antiga. Presenta murs de maçoneria molt gruixuts, reforçats per tres pilars adossats que suportaven els arcs perpanys i la volta apuntada; a l'est s'obre una porta neoclàssica amb muntants i arc de mig punt, amb dovelles de marbre.
Durant els anys 1826 a 1829 fou necessària una nova restauració degut, segons conten, a què una allau destruí l'església.

### Estela paleocristiana

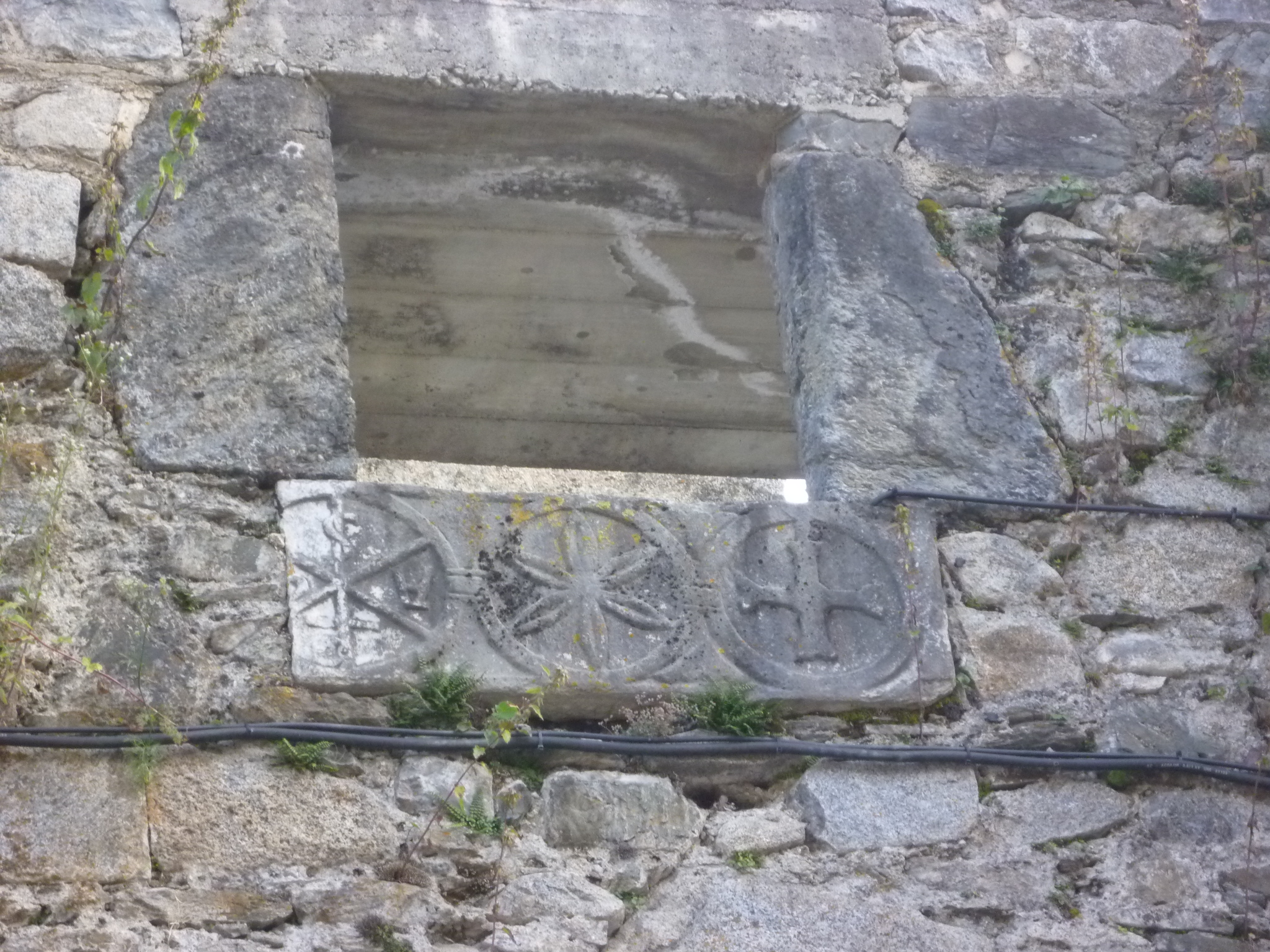
Vista de la part frontal del sarcòfag paleocristià

A una de les finestres de l'església, encastada com a llinda, es troba una llosa rectangular de marbre seccionada per la dreta; és la part frontal d'un sarcòfag paleocristià. Fa 160 cm de longitud per 65 cm d'alçada i està decorat, en baix relleu, per tres cercles tangents i lligats per una bagueta. El de la dreta, incomplet, presenta el monograma de Crist invertit, la qual cosa fa suposar que la llosa s'encastà a la inversa. Al cercle central hi ha una roseta o un estel de sis puntes i, el de l'extrem dret, conté una creu grega.